# جزیره کنتادورا

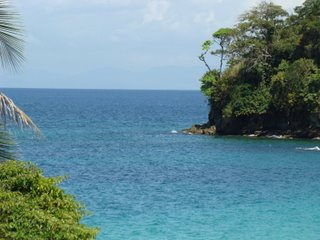

جزیره کنتادورا (به اسپانیایی: Isla Contadora) یک جزیره پانامایی است که در میان جزایر پرل در خلیج پاناما قرار دارد.این جزیره یک جزیره توریستی است.شاهنشاه ایران پس از ترک ایران در پی وقوع انقلاب مدتی در این جزیره، در هتلی به نام پانتالاراسکونت داشت.